# Aforisme

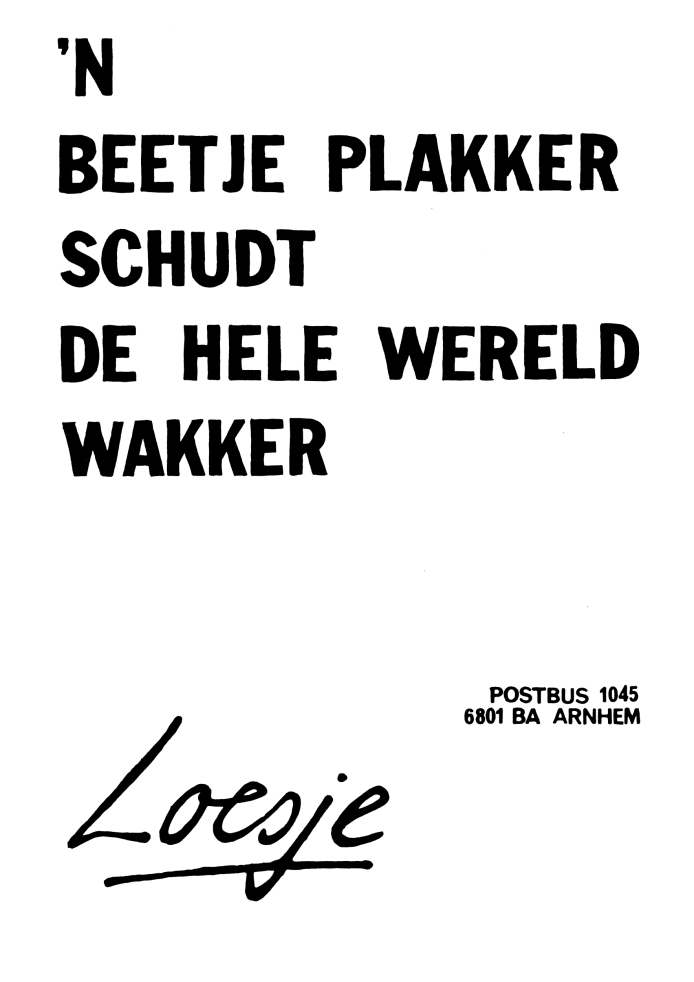
Loesje

Een aforisme is een korte, bondige uitspraak, vaak niet meer dan één zin lang. Aforismen kunnen grappig, paradoxaal en absurd zijn en bevatten vaak een boodschap van wijsheid.
Beroemde klassieke auteurs van aforismen zijn François de La Rochefoucauld, Georg Christoph Lichtenberg, Nicolas Chamfort, Oscar Wilde en Heraclitus. Ook twintigste-eeuwse auteurs als Franz Kafka en Karl Kraus hebben het genre beoefend.
Een wat langere uitspraak, vaak in dichtvorm, wordt epigram genoemd.

## Toepassing
Aforismen worden veel gebruikt in de filosofie. Bekende voorbeelden zijn de Tractatus van Ludwig Wittgenstein en verschillende boeken van Friedrich Nietzsche.
Aforistische uitspraken werden ook veelvuldig gebruikt door Amerikaanse landschapsschilder Bob Ross in zijn populaire tv-serie The Joy of Painting.

## Voorbeelden
- Een goed aforisme is te hard voor de kaken van zijn tijd. (Friedrich Nietzsche)
- Aforisme: kortste bewering die aan het langste eind wil trekken. (Karel Jonckheere)
- Menig aforisme is de grafsteen van een voortijdig gestorven grootse gedachte. (Hermann Bahr)
- Met drift kom je nergens, met geestdrift overal. (Loesje)
- Een aforisme is een waarheid als een kalfje. (C. Buddingh')

## Collecties
Bekende bundels met aforismen:
- Citaten en aforismen (C. Buddingh')
- Nachtschade (J. Greshoff)
- Mandarijnen op zwavelzuur (W.F. Hermans)
- The Devil's Dictionary (Ambrose Bierce)
- Aforisme van het laatste uur (Oskar van der Hallen)